# HMAS Waller (SSG 75)
Le HMAS Waller (pennant number : SSG 75, le sigle SSG signifiant Guided Missile Submarine) est le troisième des six sous-marins de classe Collins exploités par la Royal Australian Navy (RAN).
Nommé ainsi en l’honneur du capitaine Hector Waller, sa quille a été posée en 1992 et il a été lancé en 1997. Bien que la RAN ait initialement refusé d’accepter le sous-marin pour le service, le Waller a démontré les capacités de la classe Collins contre des cibles de surface et sous-marines lors de plusieurs exercices internationaux,,.

## Conception
La classe Collins est une version agrandie du sous-marin de classe Västergötland conçu par Kockums. Avec une longueur hors-tout de 77,42 mètres, un maître-bau de 7,8 mètres et un tirant d'eau de 7 mètres, ainsi qu’un déplacement de 3 051 tonnes en surface et 3 353 tonnes en immersion, ils sont les plus grands sous-marins à propulsion conventionnelle au monde,. La coque est construite en acier à haute résistance et est recouverte d’une couche de tuiles anéchoïques pour minimiser le risque de détection par sonar. La profondeur à laquelle ils peuvent plonger est classifiée, mais la plupart des sources affirment qu’elle est supérieure à 180 mètres,.
Le sous-marin est armé de six tubes lance-torpilles de 21 pouces (533 mm) et transporte une charge utile standard de 22 torpilles : à l’origine un mélange de torpilles Gould Mark 48 Modèle 4 et UGM-84C Sub-Harpoon. Plus tard les Mark 48 furent mises à niveau vers la version Modèle 7 Common Broadband Advanced Sonar System (CBASS),.
Chaque sous-marin est équipé de trois moteurs diesel à 18 cylindres Garden Island-Hedemora HV V18b/15Ub (VB210), qui sont chacun connecté à un générateur Jeumont-Schneider de 1 400 kW et 440 volts à courant continu. L’électricité produite est stockée dans des batteries, puis fournie à un seul moteur à courant continu Jeumont-Schneider, qui fournit 7 200 ch et actionne à une hélice à sept pales, à inclinaison unique, de 4,22 mètres de diamètre,. La classe Collins a une vitesse maximale de 10,5 nœuds (19,4 km/h) en surface ou en immersion au schnorchel, et peut atteindre 21 nœuds (39 km/h) sous l’eau. Les sous-marins ont un rayon d'action de 11 000 milles marins (20 000 km) à 10 nœuds (19 km/h) en surface, et 9 000 milles marins (17 000 km) à 10 nœuds en immersion au schnorchel. Lorsqu’il est complètement immergé, un sous-marin de classe Collins peut parcourir 32,6 milles marins (60,4 km) à la vitesse maximale de 21 nœuds, ou 480 milles marins (890 km) à la vitesse économique de 4 nœuds (7,4 km/h). Chaque bateau a une autonomie de 70 jours.

## Construction et essais
La quille du Waller a été posée par l’Australian Submarine Corporation (ASC) le 19 mars 1992, il a été lancé le 14 mars 1997 et mis en service dans la RAN le 10 juillet 1999. Au cours de ses essais en mer, le nombre de problèmes et de défauts rencontrés avec le Waller était nettement inférieur à celui des deux sous-marins précédents, ce qui indique que les problèmes avec les sous-marins précédents étaient résolus dans les derniers bateaux de la classe pendant la construction.
Malgré cela, la RAN a d’abord refusé d’accepter le Waller en service jusqu’à ce que tous les défauts du sous-marin soient réparés, contrairement aux Collins et Farncomb, qui avaient été provisoirement acceptés pendant que les défauts étaient corrigés. Bien qu’ASC ait estimé que tous les problèmes avec le Waller avaient été corrigés, l’Organisation d’acquisition de la défense a refusé d’accepter le bateau. En réponse, ASC a commencé à facturer au gouvernement australien 100 000 dollars australiens par jour pour le contrat pour les retards. Bien que l’avis juridique soit que le NSA n’avait pas le droit de faire cette réclamation, le gouvernement a fini par payer la moitié de ce qui avait été réclamé.
Le Waller a été nommé ainsi d’après le capitaine Hector Waller, qui a commandé la flottille de ferraille à cinq navires de 1940 à 1941, puis a commandé le croiseur HMAS Perth jusqu’à sa mort et la perte de ce navire le 1er mars 1942 pendant la bataille du détroit de la Sonde.

## Engagements
En 1999, le Waller aurait opéré dans la Force internationale pour le Timor oriental (INTERFET) avec un deuxième bateau de classe Collins fournissant des escortes pour les navires de transport et surveillant les communications indonésiennes. Le Waller avait manifestement été amarré à Darwin lors du rassemblement international de forces navales en septembre, peu de temps avant que la Force n’appareille pour le Timor oriental,. Le 21 octobre 1999, des plongeurs de la Marine se sont infiltrés dans l’enclave d'Oecusse pour effectuer une reconnaissance secrète de la plage et une étude d’un site en vue d’un débarquement amphibie par le HMAS Brunei (L 127) le lendemain. Ils auraient été infiltrés à partir d’un sous-marin, et on soupçonne que ce serait le Waller.
À la fin du mois de mai 2000, le Waller est devenu le premier sous-marin australien à fonctionner en tant que composante entièrement intégrée d’un groupement tactique de porte-avions de l’United States Navy pendant les jeux de guerre. Le rôle du Waller était de rechercher et d’engager des sous-marins ennemis chassant le porte-avions USS Abraham Lincoln, un rôle dans lequel il a montré des performances supérieures à ce qui était prévu. Quelques jours plus tard, dans le cadre de l’exercice RIMPAC 2000, le Waller a été affecté pour agir en tant que sous-marin « ennemi » et aurait engagé avec succès deux sous-marins nucléaires de l’US Navy avant qu’ils arrivent à portée pour attaquer le USS Abraham Lincoln. Le Waller a démontré des performances similaires lors des jeux de guerre de l’opération Tandem Thrust en 2001, lorsqu’il a « coulé » deux navires d’assaut amphibies de l’US Navy dans des eaux d’un peu plus de 70 mètres de profondeur, bien que le sous-marin ait été lui-même « détruit » plus tard dans l’exercice.
Au cours d’un exercice multinational en septembre 2003, auquel ont participé le Waller et son sister-ship Rankin, le Waller a réussi à « couler » un sous-marin nucléaire de classe Los Angeles, ce qui a incité l’USN à prétendre que les sous-marins diesel comme la classe Collins sont l’une des principales menaces auxquelles sont confrontées les marines modernes.
En 2006, les torpilles Mark 48 transportées par les navires de classe Collins ont été mises à niveau vers la version Modèle 7 Common Broadband Advanced Sonar System (CBASS), qui avait été développée conjointement avec l’United States Navy. Le Waller a été le premier navire de l’une ou l’autre marine à tirer une version armée de la torpille, coulant le destroyer désarmé de classe Spruance USS Fletcher le 16 juillet 2008, pendant l’exercice RIMPAC 08,.
Au début de l’année 2009, des problèmes de batteries à bord du Waller ont forcé le sous-marin à subir une maintenance d’urgence. Ceci, combiné à d’autres facteurs affectant les sister-ships du Waller, a laissé le HMAS Farncomb comme le seul sous-marin australien opérationnel à la mi-2009. Le Waller a été remis en service à la fin de l’année 2009, mais les retards de maintenance et les dysfonctionnements à bord d’autres sous-marins au début de 2010 ont fait que le Waller était à son tour le seul sous-marin pleinement opérationnel en février et mars 2010.
Le Waller a fait l’objet d’une maintenance approfondie en 2012 et devait être remis en service en 2013.
Le 27 février 2014, un incendie s’est déclaré à bord du sous-marin alors qu’il faisait surface au large des côtes de l’Australie-Occidentale. L’incendie a été éteint par l’équipage et il n’y a pas eu de blessés, bien que quatre membres de l’équipage qui ont combattu l’incendie directement aient été emmenés à terre pour une observation médicale. Le Waller a été amarré pour des réparations, qui devaient être terminées d’ici la fin de 2015, et le sous-marin est revenu à son état opérationnel complet à la mi-2016.
Le Waller a été endommagé par deux incendies dans un espace machine auxiliaire le 8 avril 2021. À l’époque, le sous-marin était à côté du HMAS Stirling. Les réparations ont été achevées en septembre 2021.